# Hans Sapidus
Hans Witz dit Johannes ou Hans Sapidus (né vers 1490 à Sélestat) est un humaniste alsacien, directeur de l'École latine de Sélestat  de 1510 à 1525.
Après avoir suivi les cours des philosophes à Paris, notamment Jacques Lefèvre d'Étaples sous la direction de Publio Fausto Andrelini, âgé de 20 ans à peine, il est nommé directeur de l'École latine de sa ville natale.
Ami et fervent admirateur d'Érasme, Sapidus est un esthète, plus soucieux de l'élégance et de la correction de la langue que de la ferveur religieuse. Ses cours de latin et de grec attirent un grand nombre d'écoliers, jusqu'à un millier, et conduisent l'école à son apogée.